# Alvarez (udde)
Alvarez är en udde i Antarktis. Den ligger i Västantarktis. Argentina, Chile och Storbritannien gör anspråk på området.
Terrängen inåt land är kuperad söderut, men norrut är den platt. Havet är nära Alvarez åt nordväst. Trakten är obefolkad. Det finns inga samhällen i närheten. 